# Pisekita-(Y)
La pisekita-(Y) és un mineral de la classe dels òxids. Rep el nom de la localitat de Písek, a la República Txeca.

## Característiques
La pisekita-(Y) és un òxid de fórmula química (Y,As,Ca,Fe,U)(Nb,Ti,Ta)O₄. La seva duresa a l'escala de Mohs es troba entre 5,5 i 6. Podria tractar-se d'un sinònim de la monacita-(Y), una espècie no vàlida per l'Associació Mineralògica Internacional.
Segons la classificació de Nickel-Strunz, la pisekita-(Y) pertany a «04.DB - Metall:Oxigen = 1:2 i similars, amb cations de mida mitjana; cadenes que comparteixen costats d'octàedres» juntament amb els següents minerals: argutita, cassiterita, plattnerita, pirolusita, rútil, tripuhyita, tugarinovita, varlamoffita, byströmita, tapiolita-(Fe), tapiolita-(Mn), ordoñezita, akhtenskita, nsutita, paramontroseïta, ramsdel·lita, scrutinyita, ishikawaïta, ixiolita, samarskita-(Y), srilankita, itriocolumbita-(Y), calciosamarskita, samarskita-(Yb), ferberita, hübnerita, sanmartinita, krasnoselskita, heftetjernita, huanzalaïta, columbita-(Fe), tantalita-(Fe), columbita-(Mn), tantalita-(Mn), columbita-(Mg), qitianlingita, magnocolumbita, tantalita-(Mg), ferrowodginita, litiotantita, litiowodginita, titanowodginita, wodginita, ferrotitanowodginita, wolframowodginita, tivanita, carmichaelita, alumotantita i biehlita.

## Formació i jaciments
Va ser descoberta a la pedrera d'Obrázek, al districte de Písek, a la regió de Bohèmia Meridional (República Txeca), on es troba en forma de cristalls allargats [010] i aplanats {100}. Aquesta pedrera txeca és l'únic indret de tot el planeta on ha estat descrita aquesta espècie mineral.